# The Broken Melody
The Broken Melody er en britisk stumfilm fra 1916 af Cavendish Morton.

## Medvirkende
- John Martin Harvey som Paul
- Hilda Moore.
- Manora Thew som Mabel.
- Courtice Pounds.
- Edward Sass.